# ロシアの自治州

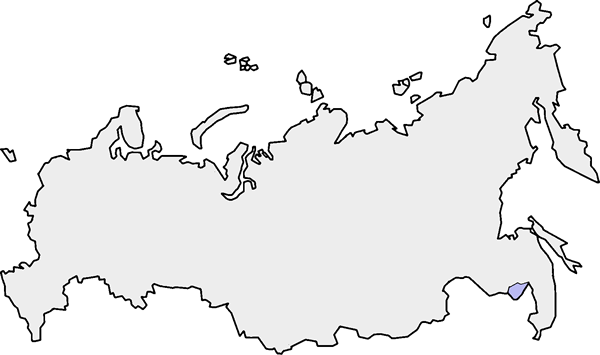
ロシアの自治州（ ユダヤ自治州・青色のみ）

本項では、ロシアの自治州（ロシアのじちしゅう）について説明する。

## 概要
ロシア連邦は憲法上、2022年9月30日の時点で89の連邦構成主体に分かれるが、そのうちの1つであるユダヤ自治州だけが自治州（ロシア語: Автономная область）を称する。ユダヤ自治州は、ロシア各地に分散して住むユダヤ人に対し、公用語が通用する独自の領域を形式上与えるために創設された。
ロシア連邦憲法66条3項では「自治州、自治管区の立法機関および執行機関の提案により、自治州、自治管区に関する連邦的法律を制定することができる」と定められているが、このような法律が制定された事例はない。

## ソ連時代の自治州
ソ連時代のロシア・ソビエト連邦社会主義共和国では、ナーツィヤ（民族）、ナロードノスチ（亜民族）、プレーミャ（種族）という民族集団の規模や自立度の階層に応じて三段階の民族自治体があり、段階が下がるにつれて自治権は小さくなっていた。国民国家を形成できる規模とまとまりの民族（ナーツィヤ）による自治共和国（自治ソビエト社会主義共和国、ASSR）、国家を持つには至らないまとまった民族（ナロードノスチ）による自治州 (AO)、そして先住の小さな民族（プレーミャ）による自治管区である。1920年代以降、少数民族が住む各地に自治州が創設された。
1986年当時のロシア・ソビエト連邦社会主義共和国領内に存在した自治州は以下の通り。
- アディゲ自治州 - クラスノダール地方　（現在はアディゲ共和国）
- ゴルノ・アルタイ自治州 - アルタイ地方（現在はアルタイ共和国）
- カラチャイ・チェルケス自治州 - スタヴロポリ地方（現在はカラチャイ・チェルケス共和国）
- ハカス自治州 - クラスノヤルスク地方　（現在はハカス共和国）
- ユダヤ自治州 - ハバロフスク地方

ソビエト連邦の崩壊後に誕生したロシア連邦では、各自治共和国は共和国として、また自治管区も独立した連邦構成主体としての自治管区として引き継がれた。一方、ソ連時代の自治州のうち、アディゲ、アルタイ、カラチャイ・チェルケス、ハカスはソ連崩壊前後に共和国となり、現在のロシア連邦ではユダヤ自治州しか自治州は残っていない。